# Queen’s Park (City of Westminster)
Queen’s Park ist eine Gemeinde (Parish) und zugleich ein Ward in der City of Westminster, einem der 32 Stadtbezirke von London. Baulich hauptsächlich auf die zweite Hälfte des 19. Jahrhunderts zurückgehend wurde es 2014 als Parish mit der Bezeichnung einer Community gegründet. Queen’s Park ist die einzige Gemeinde auf dem Gebiet der britischen Hauptstadt. Mit dem unmittelbar nördlich und westlich angrenzenden Queens Park, einem Stadtteil von Brent, bestehen außer dem Namen keine Gemeinsamkeiten. Queen’s Park ist die ursprüngliche Heimat des Fußballvereins Queens Park Rangers.

## Geographie

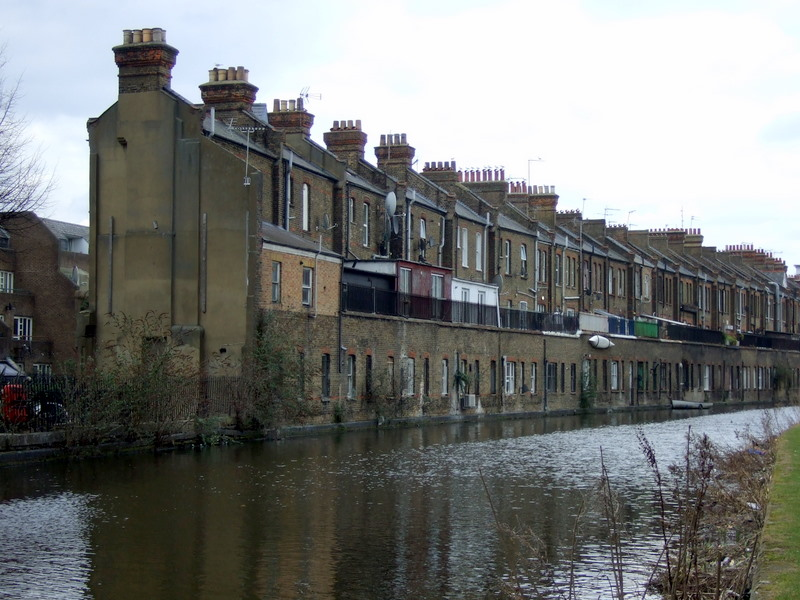
Rückwärtige Bebauung am Kanal

Queen’s Park liegt im äußersten Nordwesten der City of Westminster, angrenzend an den Ward Harrow Roads. Es ist auf drei Seiten von Gebieten anderer Boroughs umgeben: im Nordosten Kilburn und im Norden und Westen Queens Park als Teile von Brent sowie im Südwesten Dalgarno und im Süden Golborne, die zu Kensington and Chelsea gehören. Queen’s Park liegt am nordwestlichen Ende von Inner London, zum Zentrum der britischen Hauptstadt sind es rund acht Kilometer.
Die Grenze von Queen’s Park verläuft fast durchgängig in der Mitte beiderseits bebauter Straßen. Die einzigen Ausnahmen finden sich im Südwesten: hier verläuft sie im Paddington Canal, der den Grand-Union-Kanal mit dem Regent’s Canal verbindet. Außerdem liegt gegenüber der Straße Ladbroke Grove das östliche Ende des Friedhofs Kensal Green Cemetery. Mit Ausnahme einiger öffentlicher Grünflächen ist Queen’s Park ein durchgängig bebautes Gebiet.
Der GSS-Code von Queen’s Park ist E04012296 als Gemeinde und E05000642 als Ward, bei identischen Grenzen und einer Fläche von 58,38 Hektar. Die Bevölkerungszahl lag 2011 bei 12.563 und 2018 bei 14.122.

## Geschichte

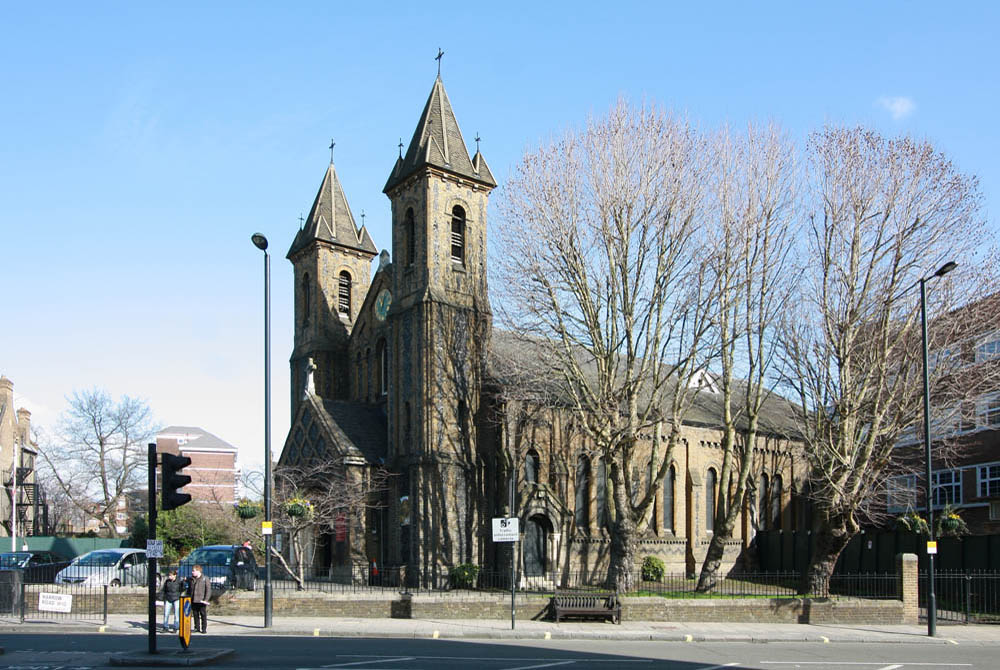
Kirche St John the Evangelist

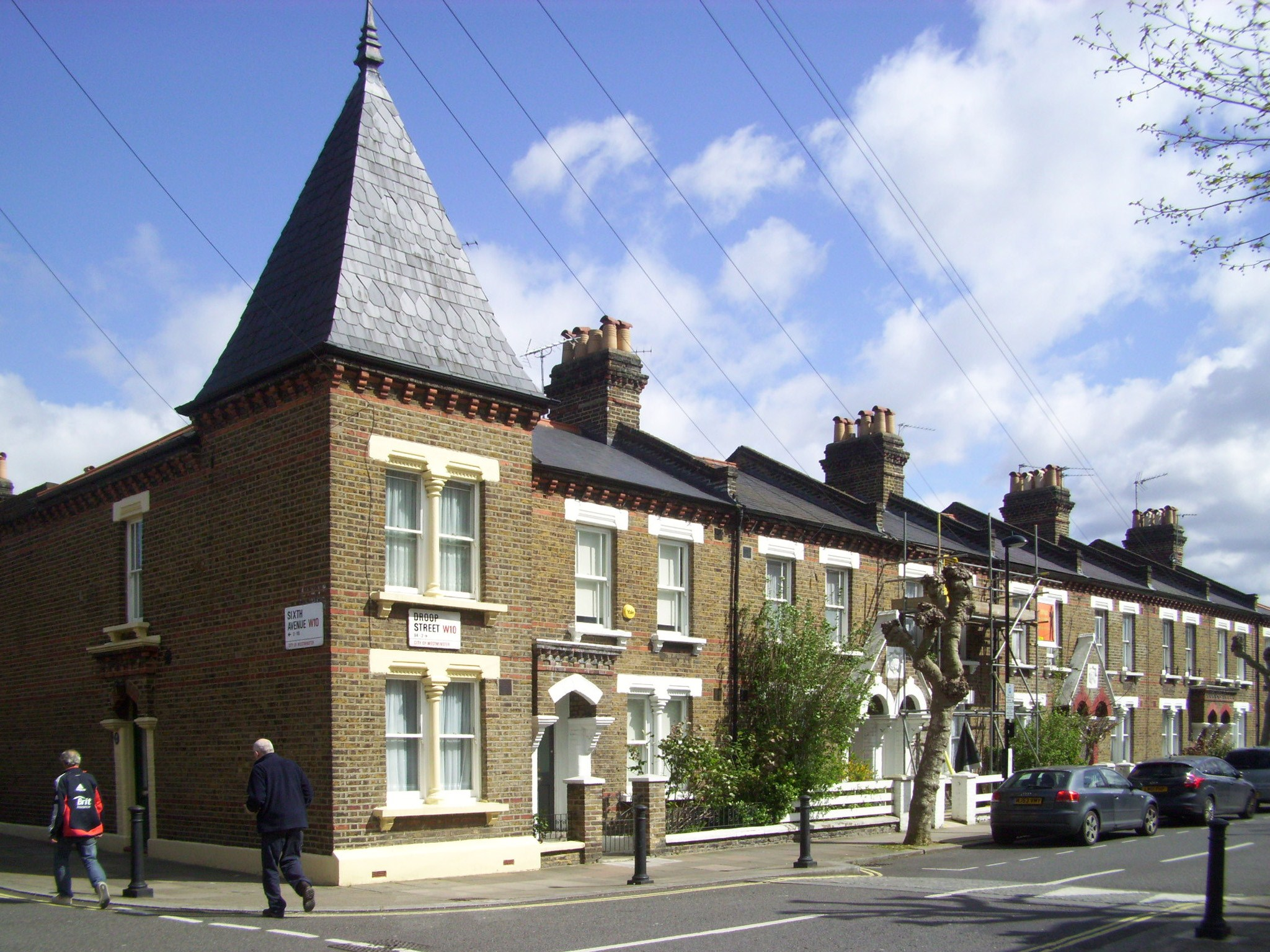
Wohnhäuser in der Droop Street

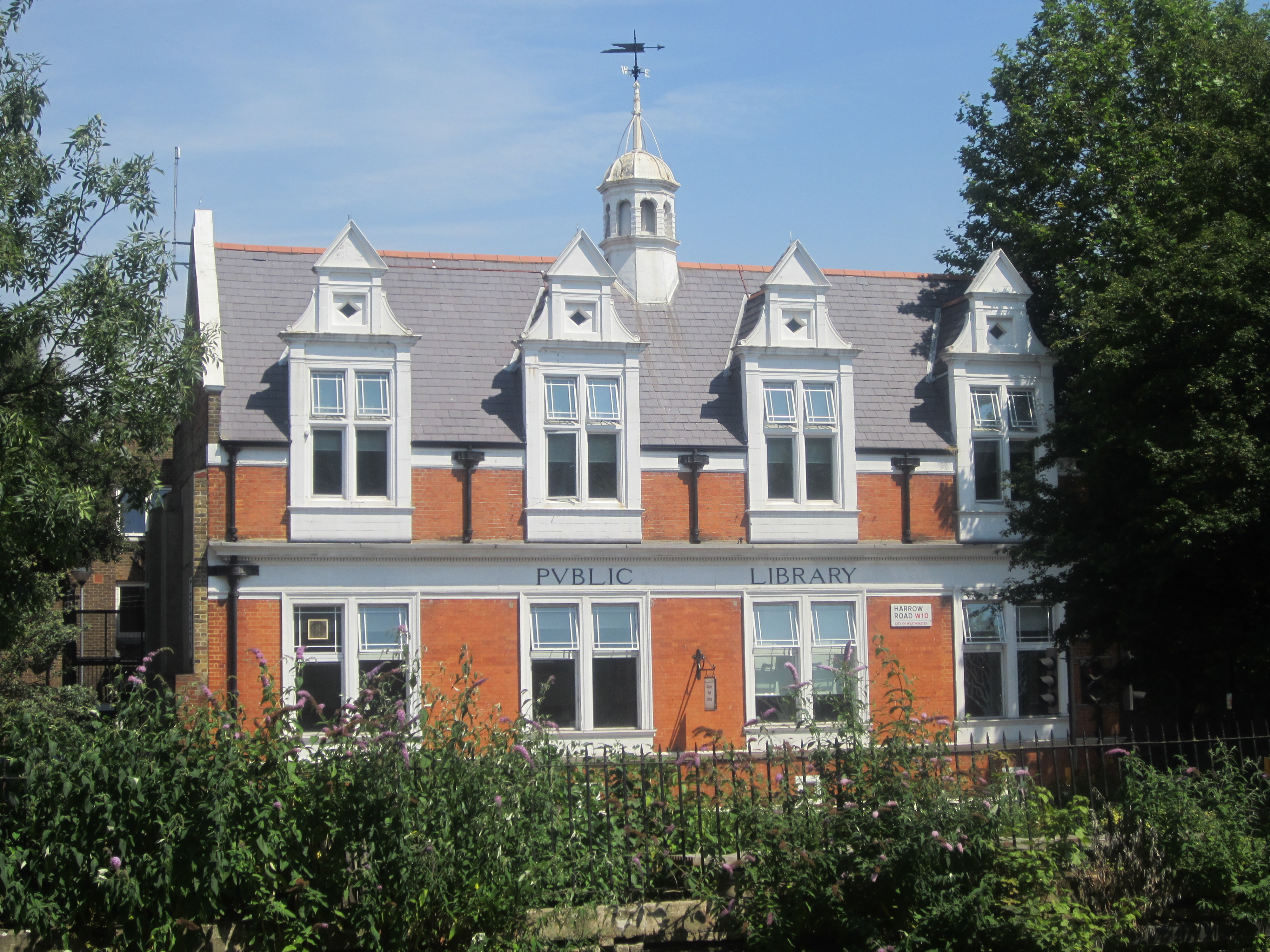
Gemeindebibliothek in der Harrow Road

Das Gebiet des späteren Queen’s Park umfasste ursprünglich hauptsächlich den nördlichen Teil einer zu Chelsea gehörenden Exklave. Sie war umgeben von Willesden, Paddington und Kensington. Durch den Bau des Paddington Canal, eröffnet 1801, wurde das südliche Drittel räumlich von der Exklave abgetrennt. Hier entstand zwischen 1835 und 1850 die Siedlung Kensal New Town. Der Nordteil blieb bis in die zweite Hälfte des 19. Jahrhunderts weitgehend unbebaut. Das älteste Bauwerk hier ist das Kensal House am Nordufer des Kanals, eine im italienischen Stil erbaute Villa aus den 1830er Jahren. Dort, wo eine Brücke den Kanal von Kensal New Town aus überquerte, entstanden die 1843 eingeweihte Kirche St John the Evangelist und einige Nebengebäude, darunter eine Schule. Außerdem sind vor 1865 die Existenz eines kleinen Kais am Kanal mit einigen Häusern entlang der parallel verlaufenden Harrow Road sowie ein Einzelgebäude an der Kilburn Lane im äußersten Norden nachgewiesen.
Ausgehend von einem von Edwin Chadwick 1842 veröffentlichten Werk zum allgemein schlechten Gesundheitszustand der britischen Arbeiter und dem darauf basierenden  Public Health Act von 1848 kam es zu zahlreichen Gründungen von Gesellschaften, die Siedlungen errichteten, welche die Wohn- und Lebensverhältnissen der einfachen Bevölkerung verbessern sollten. In diesem Sinne erwarb die 1867 gegründete Baugesellschaft The Artizans, Labourers and General Dwellings Company 1874/75 vom All Souls College ein Gebiet mit einer Fläche von etwa 32 Hektar und errichtete dort bis 1887 in neugotischem Stil die 2.200 Häuser umfassende Siedlung Queen’s Park Estate. Mit ihren zweistöckigen Reihenhäusern, jeweils einem eigenen Garten, und den mit Bäumen bestandenen Haupterschließungsstraßen gilt sie als Vorläufer der Gartenstadtbewegung. Die Gesellschaft verfolgte mit ihrem Engagement zugleich soziale Zwecke. Die Mieten waren vergleichsweise niedrig, es gab unter anderem eine Bibliothek und öffentliche Bäder, aber, da einer ihrer Gründer der Abstinenzbewegung nahestand, kein Pub. Ebenfalls 1874 erwarb eine weitere Gesellschaft, die United Land Company, das unmittelbar nordöstlich angrenzende Gebiet und bebaute es in den Folgejahren, allerdings wesentlich dichter und stärker nach besseren und schlechteren Wohnlagen getrennt.
An der nördlich an Queen’s Park vorbeiführenden Bahnstrecke wurde 1879 der Bahnhof Queen’s Park in Betrieb genommen, hier verkehrten ab 1912 auch die Vorortzüge der Watford DC Line und ab 1915 auch die Bakerloo Line der U-Bahn. Auf der Hauptdurchgangsstraße nahm im Juli 1888 die Pferdebahn der Harrow Road and Paddington Tramways ihren Betrieb auf. Nach dem 1904 erfolgten Übergang auf die Metropolitan Electric Tramways wurde die Strecke elektrifiziert. Mitte der 1930er Jahre wurde der Straßenbahn- durch einen O-Bus-Betrieb ersetzt.
Nördlich des Bahnhofs entstand rund um eine 1887 eingeweihte und zu Ehren des 50. Thronjubiläums von Königin Victoria ebenfalls Queen’s Park genannte Parkanlage auf damals zu Willesden und heute zu Brent gehörendem Gebiet zwischen 1897 und 1904 ein Queen’s Park genanntes Wohnviertel. Außer dem Namen bestehen hier keine Gemeinsamkeiten. Bis zum Beginn des 20. Jahrhunderts rückte aus den anderen Richtungen die Bebauung bis an die Grenzen von Queen’s Park heran. Im Osten ging dies von einer 1865 erstmals so genannten Siedlung St Peter’s Park aus. Auch die Baulücke im Westen, nördlich des Friedhofes Kensal Green von der Harrow Road hin zur Bahnstrecke, wurde geschlossen.
In den Folgejahrzehnten blieb Queen’s Park weitgehend ungestört und Wohngebiet für einfache Arbeiter. Nachdem es während des Zweiten Weltkrieges durch die Explosion einer Landmine im Bereich von Ilbert und Peach Street zu größeren Beschädigungen gekommen war, entstand dort 1951 neu der Wohnkomplex Queen's Park Court. 1964 wurde das Queen’s Park Estate an die Stadt Paddington verkauft. Zu bedeutsamen Veränderungen im Baubestand kam es ab Mitte der 1960er Jahre. 1967 erwarb der Greater London Council ein größeres Gebiet im Nordosten, hauptsächlich im von der United Land Company errichteten Teil, um dort die Wohnungsdichte zu erhöhen. Die 60 Wohnhäuser und sonstigen Gebäude, darunter die Kirche St Jude, wurden abgerissen. Stattdessen ließ die City of Westminster bis 1977 29 Wohnblocks mit 737 Wohnungen errichteten. Aufgrund von baulichen Mängeln und planerischen Fehleinschätzungen entwickelte sich das, nach einer der dortigen Straßen Mozart Estate genannte Gebiet zu einer unbeliebten Wohngegend mit zahlreichen als unsicher betrachteten Bereichen, Vandalismus und einer hohen Kriminalitätsrate. Die Geographieprofessorin Alice Coleman nutzte in ihrem 1985 erschienenen Buch Utopia on Trial das Gebiet als Fallbeispiel für ihre Theorie, dass schlecht geplanter sozialer Wohnungsbau das Abgleiten der Bewohner in die Kriminalität nach sich zieht. Schließlich wurde zwischen 1992 und 2005 das Mozart Estate vollständig umgestaltet. Einige Häuser wurden abgerissen, andere neu errichtet, die übrigen grundlegend saniert. Auch wurden die Gebäudebrücken, die die einzelnen Blöcke verbunden, sich aber im Nachhinein als problematisch erwiesen hatten, wieder entfernt. Ebenfalls in den 1970er Jahren abgerissen und durch Neubauten ersetzt wurde ein Gebiet im Süden. Das dabei entstandene Harrow Steet Estate mit seinen Terrassenhäusern, westlich der Third Avenue gelegen, erwies sich als unproblematisch.

## Gemeindestruktur
Queen’s Park gilt als sozial schwaches Gebiet. Stand 2017 waren von den 5225 Wohneinheiten 55 Prozent im Eigentum von gemeinnützigen Gesellschaften oder der öffentlichen Hand. Rund 40 Prozent aller Wohn- und Gewerbeflächen befanden sich zu diesem Zeitpunkt im Besitz oder in der Verwaltung der City of Westminster.
Ein Großteil der Gemeinde besteht aus dichter Wohnbebauung. Wirtschaftlicher Schwerpunkt ist der östliche Teil der im Süden in ost-westlicher Richtung verlaufenden Harrow Road. Auch im östlichen Teil der Kilburne Lane im Norden findet sich eine Reihe von Geschäften. Dieser Bereich liegt im Umfeld des Bahnhof Queen’s Park. 2018 boten 467 Betriebe 1780 Arbeitsplätze. Aufgrund seiner Lage innerhalb einer weitgehend geschlossenen Bebauung finden sich weitere Versorgungsangebote in der unmittelbaren Umgebung, teilweise direkt auf der gegenüberliegenden Straßenseite, in einem der Nachbarbezirke.

### Religionsgemeinschaften
Für die religiösen Bedürfnisse der Bewohner stehen die Pfarreien St John und St Luke’s der Church of England, und eine Niederlassung der United Reformed Church bereit. Hinzu kommt seit 1998 die Harrow Road Jamme Mosque in der Lancefield Street, ein islamisches Gebetshaus, das hauptsächlich von Muslimen mit bengalischen Wurzeln genutzt wird.

### Bildung

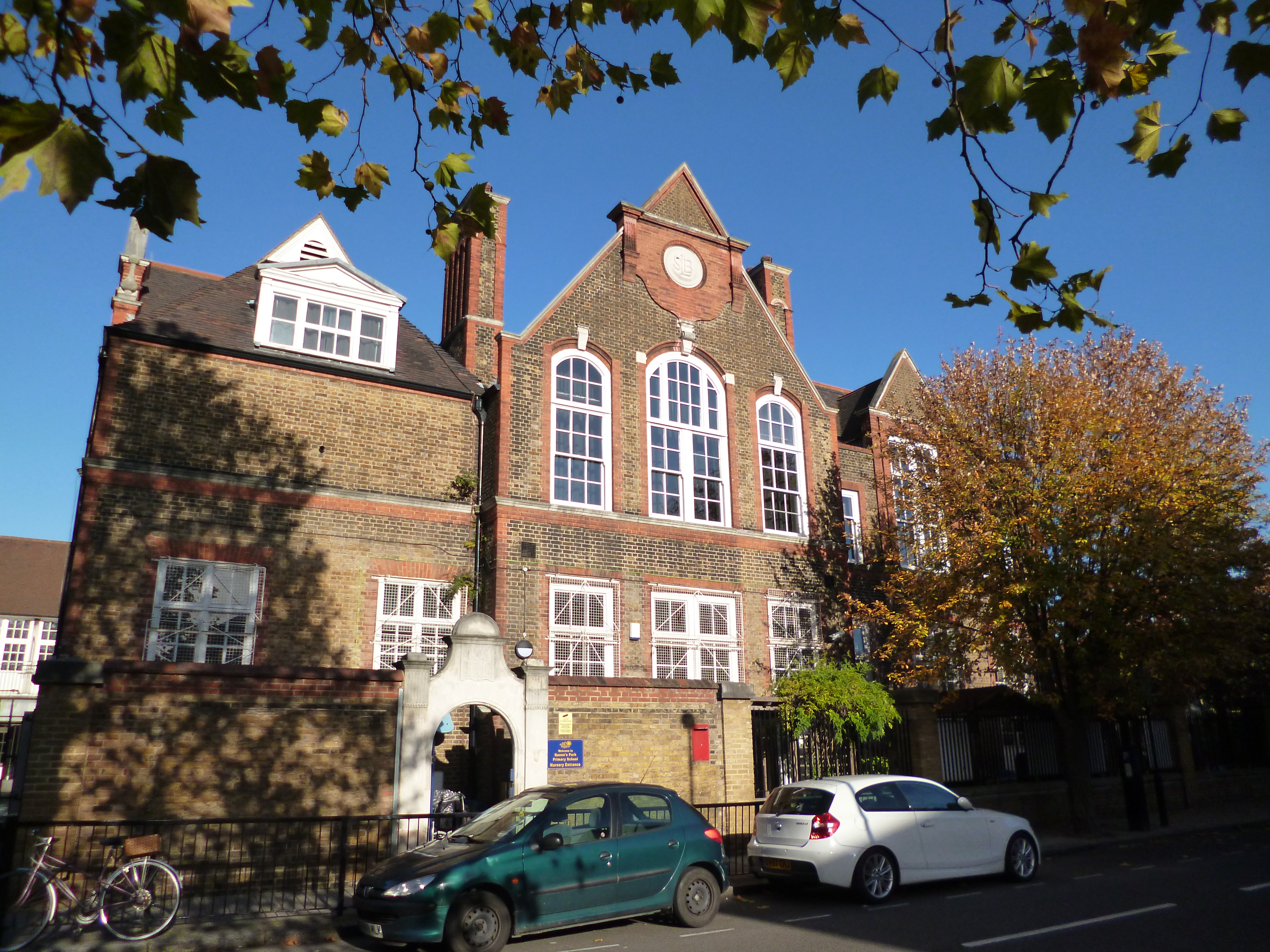
Primarschule in der Droop Street

Den Bildungsbereich decken drei Primarschulen sowie die weiterführende St Marylebone Bridge School ab. Außerdem gibt es einen Kindergarten, eine Vorschule sowie eine öffentliche Bibliothek.

### Erholung, Sport und Freizeit

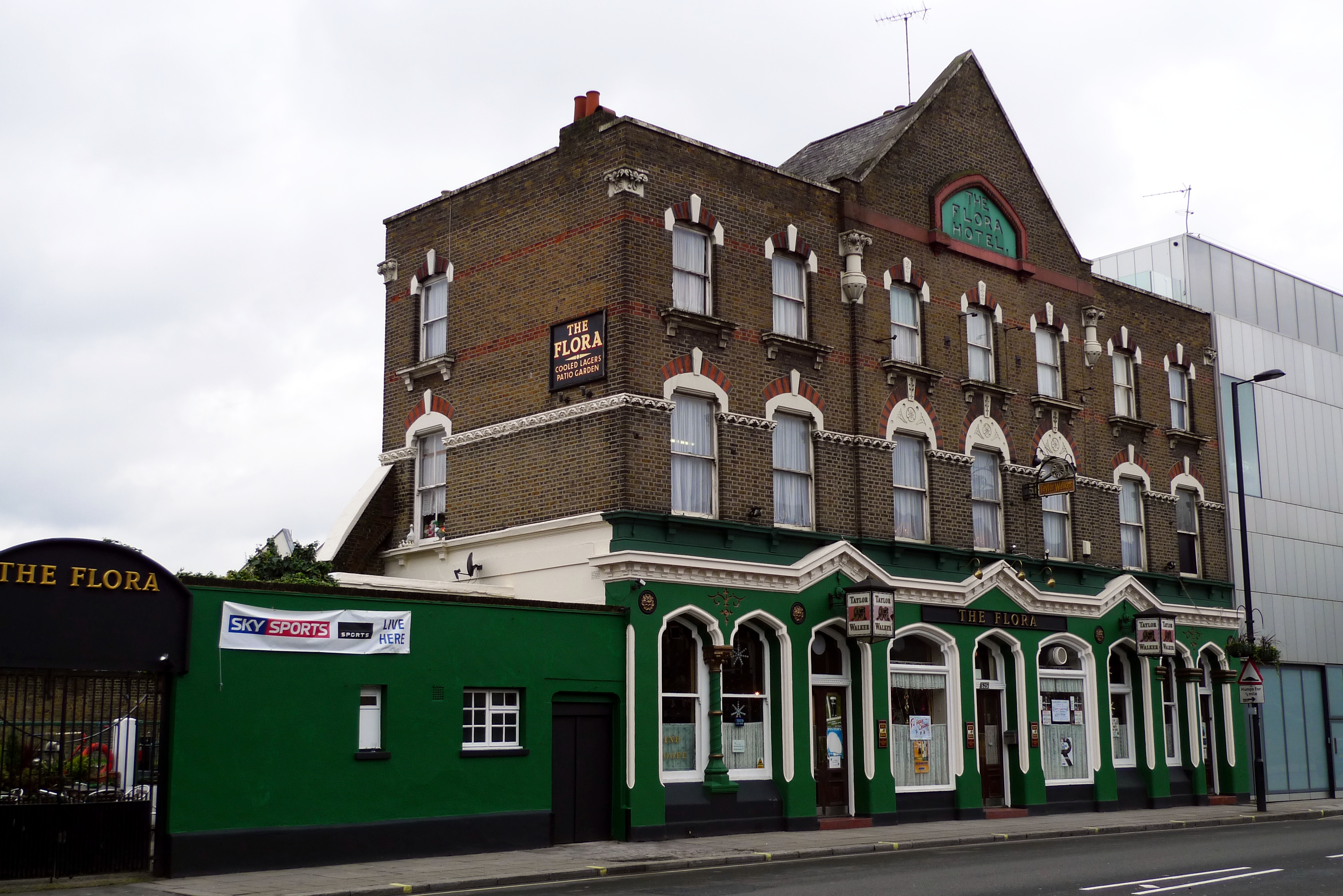
Einziges Pub: The Flora

Nach dem 1976 erfolgten Abriss der Gebäude beiderseits der Farrant Street und parallel gelegenen Häuserzeile entlang der Ilbert Street entstand mit den Queen’s Park Gardens eine öffentliche Grünfläche, auf der sich auch Sportanlagen befinden. Die Anlage wird von einem Verein, den Friends of Queen’s Park Gardens, mit gepflegt. In der Meeting Hall ist ein Boxclub beheimatet. Im Juni 2018 eröffnete auf der zwischen der in Brent gelegenen Westseite der Kilburn Lane und der Chamberlayne Road das nach Umbau erweiterte Moberly Sports Centre. Zeitgleich wurde nahe dem Zentrum von Queen’s Park am Südrand des Mozart Estate das Sport- und Freizeitzentrum Jubilee Sports Centre zwecks Umbaus geschlossen. Ein Abriss des dort vorhandenen Hallenbades ist geplant, stattdessen soll hier Wohnraum entstehen. Die Entscheidung war politisch umstritten.
In Queen’s Park stehen eine Reihe kleinerer öffentlicher Räumlichkeiten für Veranstaltungen zur Verfügung. Zu ihnen gehört die St Judes Hall, Gründungsstätte des Fußballvereins Queens Park Rangers. Seit 2011 erinnert hieran eine am Gebäude angebrachte Gedenktafel. Die Gastronomie ist nur schwach entwickelt, einziges Pub ist das The Flora. Dies gilt als langfristige Auswirkung der Abstinenzbewegung, der einer der Gründer von Queen’s Park Gardens angehört hatte.

## Politik und Verwaltung
Mit Inkrafttreten des Local Government Act 1888 im Frühjahr 1889 wechselten Chelsea und seine Exklave von Middlesex zum County of London. Wenig später wurde eine Bereinigung der Grenzen durchgeführt, ab 1901 zählte Queen’s Park als Ward zu Paddington. Mit diesem kam es 1965 zur City of Westminster.
Mitte der 1930er Jahre waren in London die Parishes abgeschafft worden. Mit Inkrafttreten des Local Government and Public Involvement in Health Act 2007 entstand wieder die Möglichkeit, erneut welche einzurichten. Nach einer Befragung der Bevölkerung beschloss der Stadtrat von Westminster im Oktober 2013 die Gründung einer Gemeinde Queen’s Park zum 1. April 2014. Der zugehörige Gemeinderat umfasst 12 Mitglieder. Mit Stand Februar 2019 ist Queen’s Park das einzige Parish in London. Vorstöße für Deptford und London Fields Anfang der 2010er Jahre verliefen im Sande, für Spitalfields läuft die Untersuchungsphase. Als Ward und Parish gehören zu Queen’s Park im Nordosten auch einige wenige Straßenzüge, die bereits vor der Eingemeindung zu Paddington gehört hatten. In diesem Bereich liegen unter anderem die Kirche St Luke und die gleichnamige Primarschule.
Sitz des Gemeinderates ist das Beethoven Centre in der ehemaligen Beethoven Street School. Queen’s Park entsendet drei Vertreter in den Stadtrat der City of Westminster. Bei der letzten Wahl im Mai 2018 konnte die Labour Party alle Mandate erringen.

## Verkehr
Queen’s Park ist über den gleichnamigen Bahnhof sowie über die in fußläufiger Entfernung im Südosten gelegene U-Bahn-Station Westbourne Park im Personenverkehr an das Schienennetz angeschlossen. Insgesamt elf Buslinien erschließen die Gemeinde über die ringförmig verlaufenden Hauptstraßen sowie die Harrow Road. Diese ist als A Road, die randlich verlaufende Kilburn Lane als B Road klassifiziert.

## Kulturdenkmale

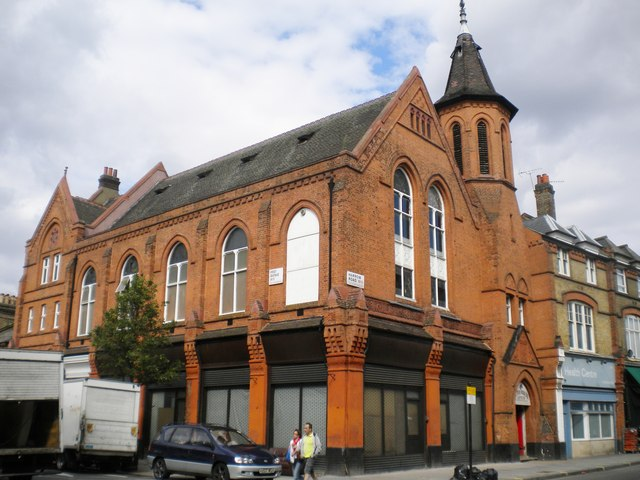
Die denkmalgeschützte Meeting Hall

Die Wohnhäuser beiderseits des nördlichen Teils der zentral verlaufen Fifth Avenue stehen unter Denkmalschutz, ebenso die frühere Beethoven Street School, die noch als Schule genutzte Droop Street School, die Kirche St John The Evangelist, die Meeting Hall und Kensal House. Sie alle sind als Listed Building der Kategorie II eingestuft. Die noch bestehenden Bereiche der ursprünglichen Siedlung, etwa die Hälfte der Fläche von Queen’s Park umfassend, sind aufgrund ihrer besonderen historischen und architektonischen Bedeutung als Conservation Area ausgewiesen.